# Hecklingen
Hecklingen é um município da Alemanha, situado no distrito de Salzland, no estado de Saxônia-Anhalt. Tem 95,34 km² de área, e sua população em 2019 foi estimada em 6.981 habitantes.